# Gibson Marauder

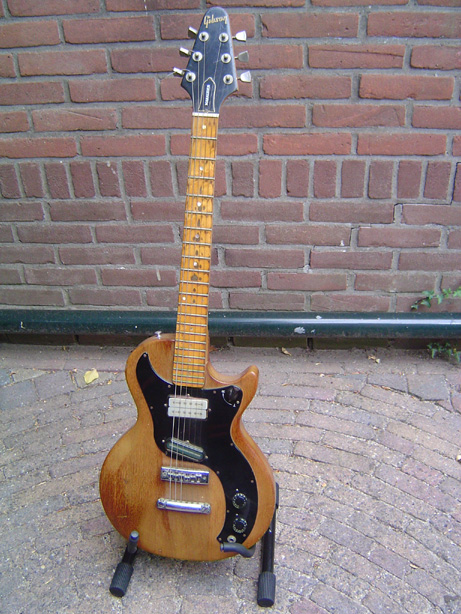
Gibson Marauder.

Gibson Marauder är en modell från det amerikanska gitarrmärket Gibson som tillverkades mellan 1975 och 1981. 
Modellen har ett utseende som påminner om Fender Telecaster, med två mikrofoner monterade på en platta och med stallmikrofonen snedställd, samt skruvad hals. 
Till skillnad mot Telecastern har den dock en humbucker-mikrofon närmast halsen, och kroppen har samma rundade form som en Gibson Les Paul. Mikrofonlägena växlades först med en vippomkopplare som på senare modeller  byttes ut med ett vred av samma typ som på äldre radioapparater. Ett annat utmärkande drag är huvudet som är spetsigt som på Gibsons Flying-V-modell.
Mikrofonerna var framtagna av mikrofon- och gitarrdesignern Bill Lawrence som var anställd på Gibson 1968–1972 samt mellan 1987 och 1989.
Trots att Gibson Marauder marknadsfördes med bland andra Paul Stanley i Kiss som affischnamn blev den något av en flopp och sålde endast i drygt 7 000 exemplar. De officiella tillverkningssiffrorna från Gibson sträcker sig fram till 1979 och slutar på 7112, men modellen tillverkades i små upplagor även 1980 och 1981, samt eventuellt även under 1982.
Bland övriga kända musiker som spelat på modellen finns bland andra Michael Bloomfield, Dave Grohl, Josh Homme, Ron Wood och Thurston Moore.